# Milionia macrospila
Milionia macrospila là một loài bướm đêm trong họ Geometridae.